# Petelea
Petelea (deutsch und siebenbürgisch-sächsisch Birk, ungarisch Petele) ist eine Gemeinde im Kreis Mureș in der Region Siebenbürgen in Rumänien.

## Geographische Lage

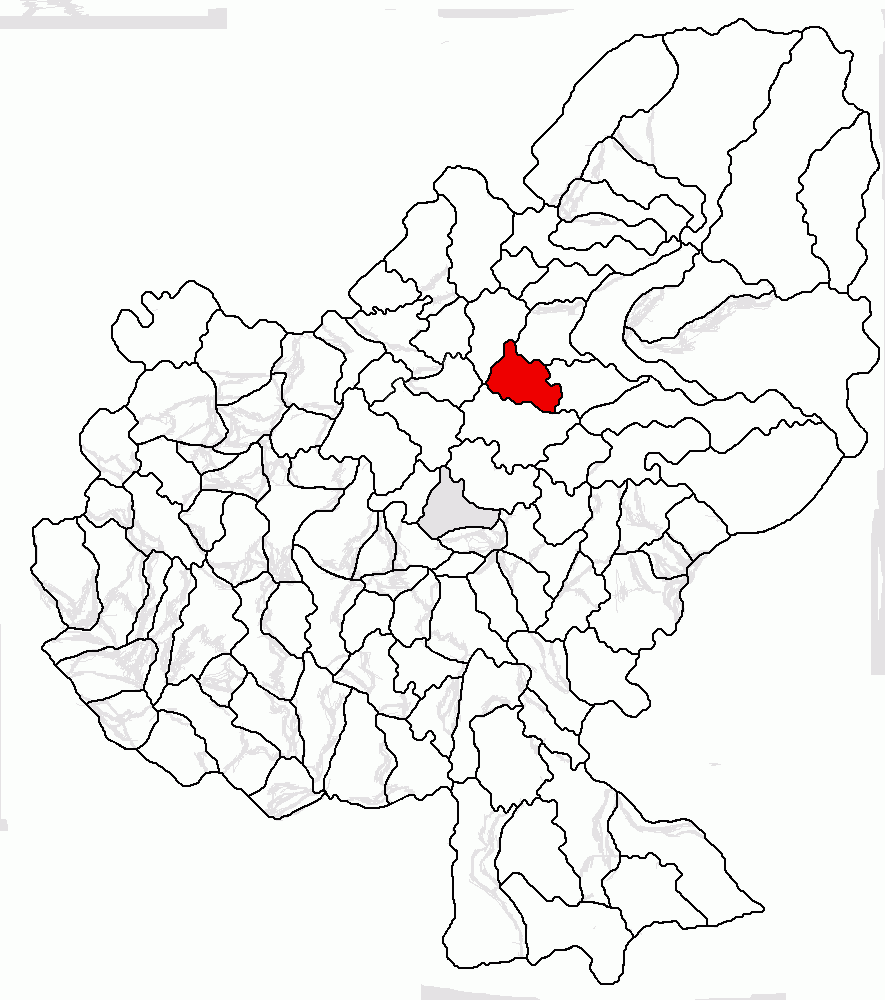
Lage der Gemeinde Petelea im Kreis Mureș

Die Gemeinde Petelea liegt im Reener Ländchen (Ținutul Reghinului) im nördlichen Teil des Siebenbürgischen Beckens. An der Mündung des Beica in den Oberlauf des Mureș (Mieresch), der Bahnstrecke Târgu Mureș–Gheorgheni und der Nationalstraße DN15, befindet sich der Ort Petelea fünf Kilometer südlich von der Stadt Reghin (Sächsisch-Regen) und 28 Kilometer nördlich von der Kreishauptstadt Târgu Mureș (Neumarkt am Mieresch) entfernt. Das eingemeindete Dorf befinden sich 14 Kilometer (6,5 km Luftlinie) vom Gemeindezentrum entfernt. Der höchstgelegene Berg der Gemeinde ist der Dealul Viilor bei 511,7 m.

## Geschichte
Der Ort Petelea wurde erstmals 1332 urkundlich erwähnt. Ein Archäologischer Fund auf dem Areal des eingemeindeten Dorfes Habic (ungarisch Hétbükk), wurde in die Jungsteinzeit datiert und befindet sich im Museum in Alba Iulia (Weißenburg). Auf dem Areal des Gemeindezentrums ist eine Römerstraße verzeichnet und bei Ausgrabungen im Jahr 1869 wurden etwa 200 dakische Münzen aus der Latènezeit gefunden, diese befinden sich zum Teil in den Museen von Hermannstadt und Wien.
Bis 1944 war Petelea hauptsächlich von Rumäniendeutschen bewohnt. Deren evangelische Kirche wurde von der reformierten Kirche übernommen. Die Orgel der Kirche wurde zerstört, die Kanzel ist noch vorhanden. Auf die deutschstämmige Bevölkerung des Ortes im 19. Jahrhundert, sind die geschlossenen Häuserfronten mit deren Torbögen, die Dorfschule, das ehemalige Pfarrhaus, das Arzthaus und das Rathaus zurückzuführen. Bei der Enteignung von 1945 wurden die 220 siebenbürger-sächsischen Familien, von etwa 1.312 Hektar Land enteignet; 1.246 Hektar davon wurde auf 411 „Begüterungsberechtigte“ verteilt.
Im Königreich Ungarn gehörte die heutige Gemeinde dem Stuhlbezirk Régen alsó (Unter-Regen) im Komitat Maros-Torda, anschließend dem historischen Kreis Mureș und ab 1950 dem heutigen Kreis Mureș an.

## Bevölkerung
Die Bevölkerung der Gemeinde Petelea entwickelte sich wie folgt:
| 1850 | 2.337 | 936   | 8   | 1.155 | 238            |
| 1920 | 2.816 | 1.323 | 102 | 1.164 | 29             |
| 1941 | 2.594 | 1.212 | 134 | 927   | 321            |
| 1956 | 2.612 | 1.873 | 212 | 104   | 423            |
| 1992 | 2.765 | 1.651 | 124 | 45    | 945            |
| 2002 | 2.780 | 1.680 | 119 | 36    | 945            |
| 2011 | 2.977 | 1.398 | 72  | 27    | 1.480          |
| 2021 | 3.088 | 2.218 | 18  | 5     | 847 (678 Roma) |

Seit 1850 wurde auf dem Gebiet der heutigen Gemeinde die höchste Einwohnerzahl und die der Roma (1400) 2011 registriert. Die höchste Einwohnerzahl der Rumänen (2.242) wurde 1966, die der Rumäniendeutschen 1920 und die der Magyaren 1956 ermittelt.

## Sehenswürdigkeiten
Die Holzkirche Sf. Arhangheli im Gemeindezentrum, 1761 errichtet (der Glockenturm 1848), und auch zahlreiche Häuser, vom 18. bis in das 20. Jahrhundert von Siebenbürger Sachsen errichtet, stehen unter Denkmalschutz.

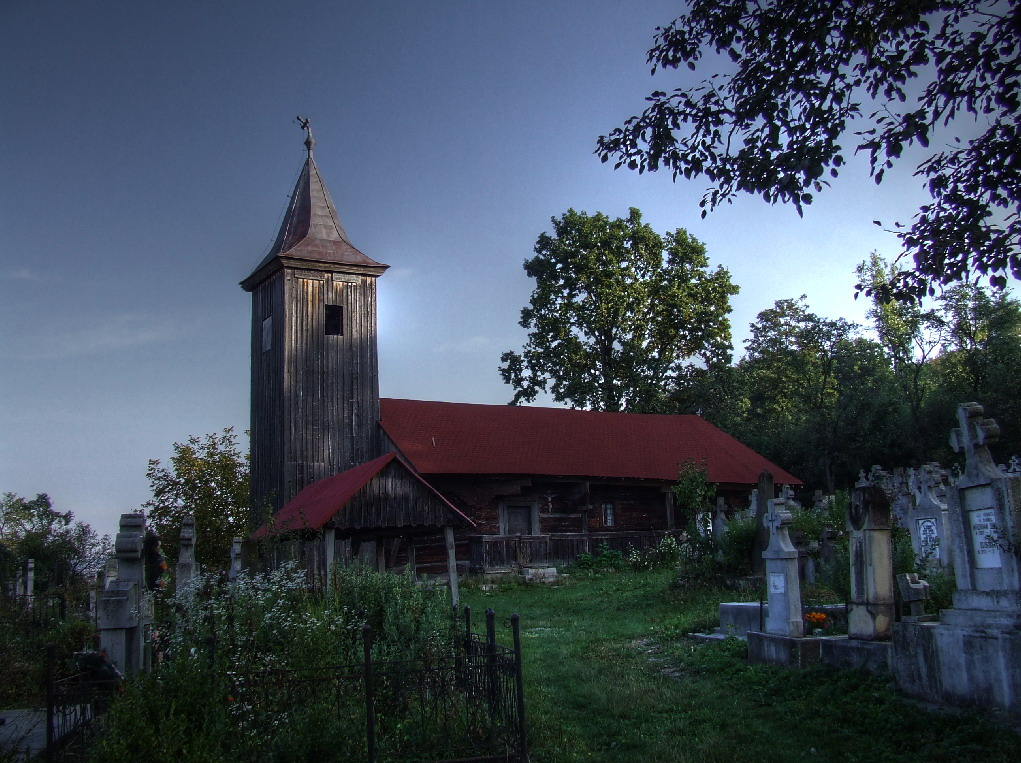
Holzkirche in Petelea
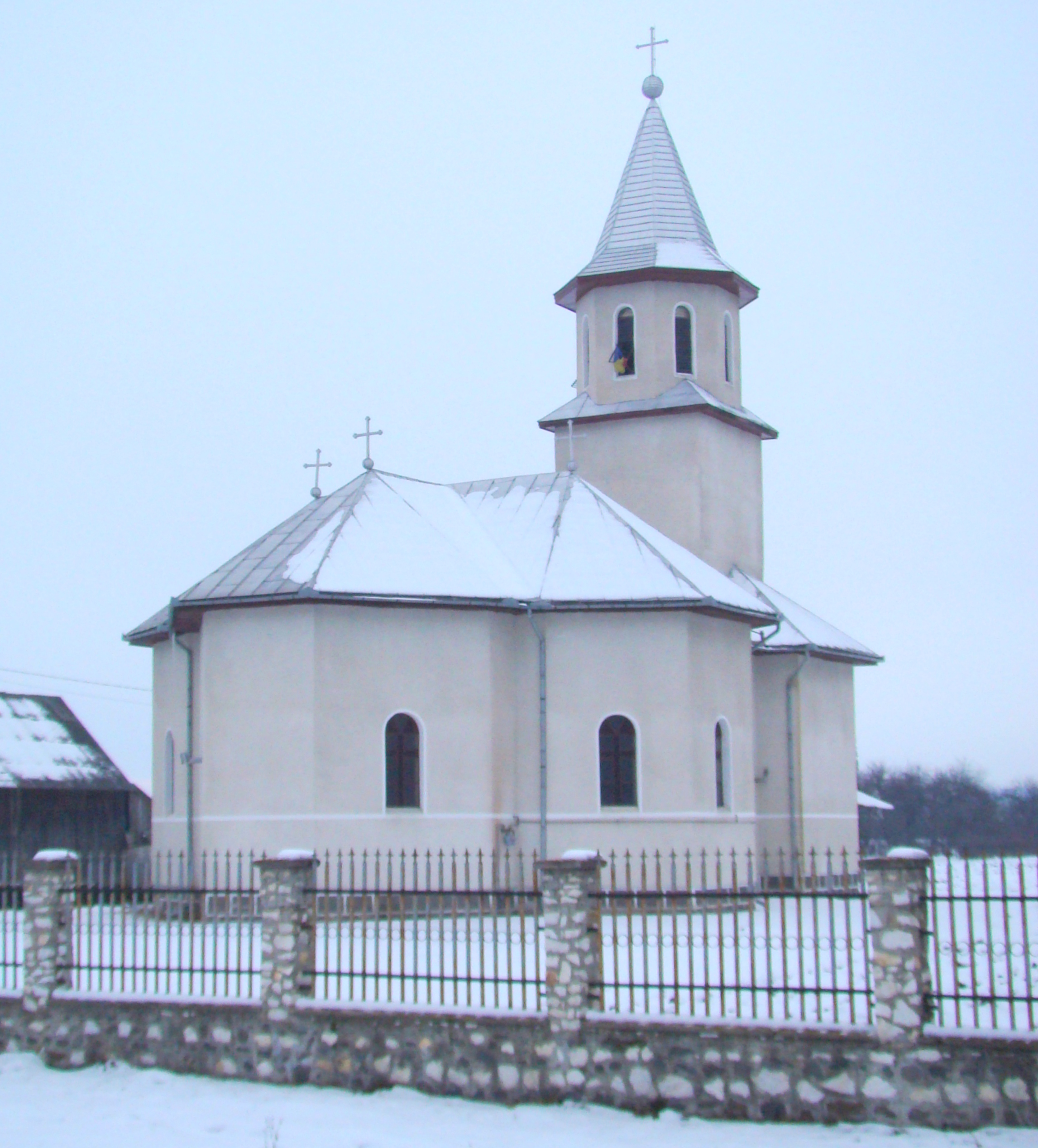
Orthodoxe Kirche

## Persönlichkeiten
- Virgil Bercea (* 1957), geboren in Habic, ist Bischof im Bistum Großwardein